# Jorge Peixinho
Jorge Manuel Rosado Marques Peixinho (ur. 20 stycznia 1940 w Montijo koło Lizbony, zm. 30 czerwca 1995 w Lizbonie)  – portugalski kompozytor.

## Życiorys
W latach 1951–1958 studiował w lizbońskim konserwatorium grę fortepianową i kompozycję u Artura Santosa i Jorge Cronera de Vasconcelosa . Następnie w latach 1960–1961 kontynuował naukę kompozycji w Akademii Muzycznej św. Cecylii w Rzymie u Borisa Poreny i Goffreda Petrassiego . W 1960 studiował także pod kierunkiem Luigiego Nona w Wenecji oraz Pierre’a Bouleza i Karlheinza Stockhausena w Musik-Akademie w Bazylei  .
W latach 1960–1970 brał udział w Darmsztadzkich Międzynarodowych Letnich Kursach Nowej Muzyki , a od 1962 prowadził kursy muzyki współczesnej w Portugalii i Ameryce Południowej . Przez 10 lat (1985–1995) był profesorem kompozycji w konserwatorium w Lizbonie  . W 1970 założył Grupo de Música Contemporânea de Lisboa (GMCL), która odegrała ważną rolę w propagowaniu muzyki współczesnej w Portugalii. Z zespołem tym występował też za granicą, m.in. w 1981 na festiwalu „Warszawska Jesień” .

## Twórczość
Peixinho był wybitną postacią w muzyce portugalskiej w drugiej połowie XX wieku , a w latach 60. XX wieku odegrał pionierską rolę w otwarciu kraju na muzyczny język awangardy  . Jego solidne, formalne wykształcenie zostało uzupełnione wielką kreatywnością, wyobraźnią dźwiękową i kompozytorskim temperamentem, które to cechy niejednokrotnie dominowały nad wyrafinowanymi koncepcjami teoretycznymi  .
W dorobku Peixinho przeważają utwory wokalno-instrumentalne i kameralne, pisane głównie dla zespołu GMCL .